# Nanorrhinum stenanthum
Nanorrhinum stenanthum är en grobladsväxtart som först beskrevs av Adrien René Franchet, och fick sitt nu gällande namn av Ghebr.. Nanorrhinum stenanthum ingår i släktet Nanorrhinum och familjen grobladsväxter. Inga underarter finns listade i Catalogue of Life.